# Tux Commander
Tux Commander — файловий менеджер для Linux-систем, подібний за виглядом та функціональністю до Total Commander та Krusader. Tux Commander написаний на мові Паскаль і використовує графічну бібліотеку GTK+ (gtk2forpascal). Його автором є чех Томас Бжатек.
Можливості:
- Графічний застосунок, що використовує віконний інструментарій GTK2
- Дво-панельний інтерфейс
- Вкладки, кнопки для швидкого доступу до улюблених тек
- Налаштовувана монтувальна панель для швидкого доступу до приєднуваних пристроїв збереження мережевих тек
- Багатомовний інтерфейс, в тому числі українською
- Базова підтримка віртуальної файлової системи (VFS), що дозволяє переглядати архіви та мережеві теки
- Розширюваність з допомогою плагінів, з програмою йдуть декілька модулів VFS
- Переносимість, не потребує встановлення, може використовуватися відразу після розпакування
- Спроектовано для графічних оточень GNOME та XFCE, зберігаючи при цьому незалежність від них
- Дії над файлами виконуються згідно з розширеннями (асоціаціями)
- Потокові операції з файлами
- Підтримка великих файлів (>4 Гб)
- Основний застосунок написаний на мові Object Pascal (з типовим компілятором FreePascal), плагіни написані на мові C/C++
- Джерельні тексти доступні у репозитарії GIT